# John Hamilton-Gordon
John Hamilton-Gordon, 1. markiz Aberdeen i Temair (ur. 3 sierpnia 1847 w Edynburgu, zm. 7 marca 1934 w Tarland w hrabstwie Aberdeenshire) – brytyjski arystokrata i polityk, w 1886 oraz w latach 1905–1915 pełnił funkcję lorda namiestnika Irlandii, a w latach 1893–1898 był gubernatorem generalnym Kanady.
W 1870, tuż po ukończeniu studiów, odziedziczył po starszym bracie parostwo i stał się 7. hrabią Aberdeen. Równocześnie z zasiadaniem w Izbie Lordów, w roku 1880 uzyskał w dużej mierze honorowy urząd lorda namiestnika Aberdeenshire, który pełnił formalnie przez kolejne 35 lat. W latach 1881–1885 był wysokim komisarzem (osobistym przedstawicielem monarchy) przy Kościele Szkocji. W 1886 był krótko lordem namiestnikiem Irlandii, w tym samym roku stał się członkiem Tajnej Rady. W 1883 wyjechał na 5 lat do Kanady, gdzie pełnił urząd gubernatora generalnego tego dominium. W 1905 ponownie stanął na czele administracji w Irlandii, tym razem na całą dekadę. Od 1913 do 1916 był także rektorem Uniwersytetu w St. Andrews. W 1916 został podniesiony do godności markiza.
W 1877 poślubił Ishbel Marjoribanks, mieli pięcioro dzieci.